# Glenea sanctaemariae
Glenea sanctaemariae é uma espécie de escaravelho da família Cerambycidae. Foi descrita por James Thomson em 1857.